# Руки Вверх!
«Руки Вверх!» — російський музичний попгурт. До серпня 2006 року гурт складався із Сергія Жукова та Олексія Потєхіна.

## Історія
У липні 1993 року майбутній соліст гурту Сергій Жуков почав працювати на радіо «Європа плюс Самара» і був ведучим програми танцювальної музики «Хит-час». Там на радіо в 1993 році він познайомився з Олексієм Потєхіним, за допомогою якого вони створили гурт «Дядюшка Рэй и компания» — в честь соліста Рея Слейнгарда групи «2 Unlimited», чия музика проголосила себе елементом стилю євроденс і техно. У грудні 1994 року Жуков і Потєхін переїхали в Тольятті, де намагалися записувати пісні на студії, а на ефіри радіо «Європа плюс» їздили в Самару. 1 травня 1995 року вони переїхали до Москви.
Наприкінці 1995 року музиканти передали на радіо «Максимум» касету з кількома піснями і підписали: «Ця музика змусить вас підіймати руки вгору». Нової назви в гурту не було. Через тиждень касета потрапила в руки до ведучих Ольги Максимової і Костянтина Михайлова. Вони поставили у своєму шоу пісню «Доброе утро» та оголосили: «Молодий гурт „Руки Вверх!“» Відтоді за гуртом закріпилася ця назва.
«Руки Вверх!» записали пісню «Малыш», що стала популярною, а потім ще одину — «Студент». Обидві композиції виявилися вельми успішними[джерело?]. З цього моменту гурт почав їздити з гастролями країною і за кордон.
Для запису жіночих партій знайдена сесійна вокалістка Єлизавета Роднянська, учасниця гурту «Мелиssа». Популярні пісні за її участі — «Студент», «Двигай телом», «Песенка» та інші.
Через кілька місяців був готовий перший альбом під назвою «Дышите равномерно». Пісні «Малыш» і «Студент» увійшли в десятку кращих хіт-параду «Русского радио» «Русская горка». Навесні і влітку 1997 року на ці пісні зняті відеокліпи.
Успіх гурту продовжився на концертних майданчиках: навесні 1997 року вони почали виступи на танцювальних заходах «Maxidance 2» у Московському палаці молоді та міжнародному фестивалі популярної музики «Нон-стоп 97» у парку «Сокольники». 30 серпня 1997 року гурт взяв участь у міжнародному фестивалі «Танцующий город 97» у парку Горького в Москві. Як танцювальний супровід у концертах брав участь колектив «Street Jazz».
В 1999 році вийшов альбом «Без тормозов». За словами Жукова, альбом проданий тиражем 12 млн копій, з них 8 — піратські[джерело?]. Самі музиканти отримали за нього 700 доларів, решту — забрав продюсер гурту Андрій Маліков.
Наприкінці 1990-х колектив створив свій власний музичний лейбл «B-Funky Productions», який одразу став випускати сучасні попгурти: «Турбомода», «Пацаны», «Revoльvers», «Акула», чорношкірого співака Мерфі.

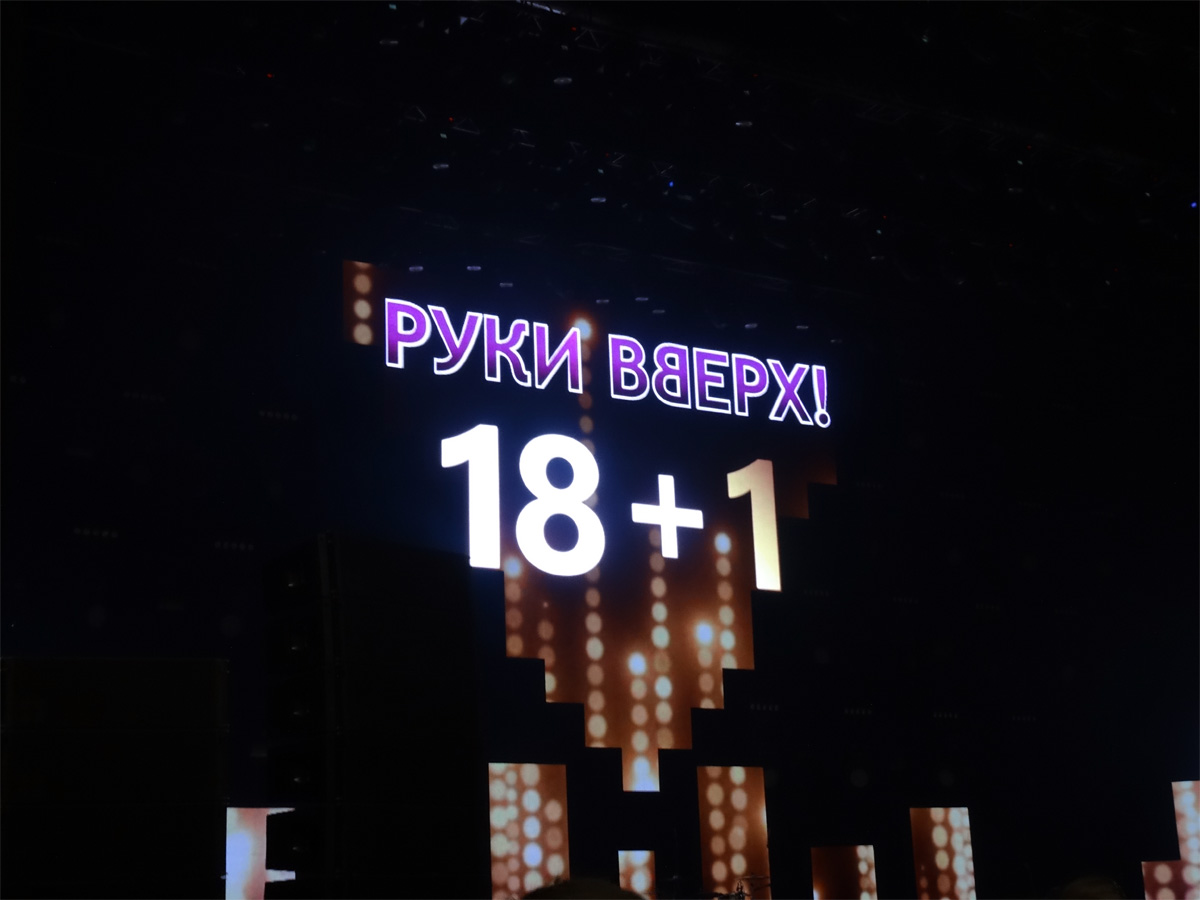
Назва гурту на ювілейному концерті «18+1» (2015 рік)

У 2000 році німецький гурт «АТС» записав кавер на пісню «Песенка» з альбому «Сделай погромче!». Пісня під назвою «Around the World (La La La)» увійшла до тридцяти найкращих пісень американського хіт-параду і до двадцяти — британського. За словами Жукова, авторські відрахування від пісні були більші, ніж вони отримали за попередні вісім років роботи.
У кліпі на пісню «Он тебя целует» у ролі одного з головних героїв вирішили зняти травесті-артиста Анатолія Євдокимова. Це був незвичайний хід, розрахований на шок і здивування.
У серпні 2006 року гурт припинив своє існування. Причиною Сергій Жуков називає появу нових гуртів, із якими стало важче конкурувати. Крім того, музиканти втомилися один від одного і між ними почалися музичні розбіжності. Планувався останній концерт в «Олімпійському» під назвою «Конец легенде», але музиканти не знайшли потрібної суми (понад 500 тис. дол.), необхідної для організації.
Сергій Жуков кілька років випускав сольні роботи, у тому числі альбом «В поисках нежности» і кілька кліпів на пісні з нього. Але з 2008 року Жуков став використовувати назву неіснуючого гурту в сольній творчості. Крім цього, він продюсував співачку Акулу, «Opium Project», «Фактор-2», гурт «Сказка» і R&B-проєкт K.U.K.L.A.
У лютому 2008 року у видавництві «АСТ» вийшла e світ перша книга Сергія Жукова «Звездопад», написана в співавторстві з журналістом і мережевим письменником sз Санкт-Петербурга Максимом Петренчуком.
Навесні 2008 року Потєхін почав роботу над своїм новим проєктом «Трек & Блюз». До нього ввійшли DMC BluezZ і Володимир Лучніков, колишній раніше вокаліст гуртів «Пацаны» та «Турбомода». У березні 2008 року Олексій Потєхін випустив свою збірку танцювальної музики «Potexinstyle. Дискотека 3», що зібрав композиції молодих гуртів і хіти «Демо», «Трек», «Джакарта», «Планка», «Кра$$авчік», SuperboyZ та інших.
22 жовтня 2010 на «Первом канале» в програмі Андрія Малахова «Пусть говорят» відбувся бенефіс гурту, у якому він брав участь у повному складі вперше за 5 років.
У жовтні 2012 року гурт «Руки Вверх!» випустив альбом «Открой мне дверь». В альбом увійшли 14 композицій, з яких дев'ять були представлені вперше, а інші раніше виконувалися колективом на концертах і входили в радіоротації («Мама», «Я буду с тобой», «Девочка из прошлого», «Увидимся в снах», «Скажи, зачем?»). На підтримку альбому зняті три кліпи.
У вересні 2013 року гурт випустив на iTunes офіційний сингл «Крылья», записаний спільно з виконавцем Bahh Tee.
30 жовтня 2014 вийшла нова пісня з колишніми підопічними Сергія Жукова — «Фактор-2» Тимуром Вагаповим — «Молчи».[джерело не вказане 1532 дні]

## Нагороди та відзнаки
- 1998 р. Гурт отримав шість срібних медалей, три золоті медалі та один платиновий диск за величезну кількість проданих копій.
- 1999 р. Гурт став лауреатом відразу трьох дипломів другої щорічної премії російської індустрії звукозапису у номінаціях:
  - Російський радіохіт (композиція «Крошка моя»);
  - Альбом року («Сделай погромче»);
  - Виконавець року (Сергій Жуков, премія «Золотий грамофон»).
- Спеціальна премія «Around The World La-La-La-La-La» від BMG Russia була вручена за більш ніж 1 млн[джерело не вказане 5389 днів] проданих за кордоном компакт-дисків гуртом «АТС» з піснею від «Руки Вверх!» (У російському варіанті «Песенка», альбом «Сделай погромче»).

Ще один приз колектив отримав від «Love радіо» за «Добрую, нежную, ласковую» — кращу пісню про кохання.
Міжнародна асоціація по боротьбі з наркоманією і наркобізнесом нагородила творчий колектив «Руки Вверх!» дипломом «За особистий внесок у зміцнення здорового способу життя та розвиток руху проти наркотиків».
- 1999 р. — гурт став переможцем відразу в трьох номінаціях другої щорічної премії Російської індустрії звукозапису («Російський радіохіт», «Альбом року», «Виконавець року»).
- 2001 р. — гурт отримав диплом «Пісня року».
- 2002 р. — номінований в області кращої російської музики, такої, яка найбільш часто замовляється на радіо.
- 2003 р. — «Муз-ТВ» назвав гурт найкращим танцювальним проєктом 10-річчя.
- 2011 р. — Премія «RU.TV» перемога в номінації «Вибір поколінь».
- 2017 р. — премія «Муз-ТВ» перемога в номінації «Краща пісня п'ятнадцятиріччя» за пісню «Крошка моя».
- 2017 р. — Премія «RU.TV» перемога в номінації «Кращий гурт».
- 2017 р. — Премія «Вища ліга» за пісню «Забери ключи».
- 2018 р. — номінанти премії «Дай п'ять» у номінації «Улюблений гурт».
- 2018 р. — Премія «RU.TV» перемога в номінації «Кращий гурт».
- 2019 р. — номінація на премії «RU.TV» у категорії «Кращий дует»
- 2019 р. — номінація на премії «RU.TV» у категорії «Кращий гурт»
- 2021 р. — номінація «Top Hit Music Awards» в категорії «Кращий гурт»

### Премія «Золотий грамофон»
- 1998 — «Крошка моя»
- 1999 — «Прости»
- 2001 — «18 мне уже»
- 2002 — «Он тебя целует»
- 2003 — «Омут» (сольна пісня Сергія Жукова)
- 2017 — «Попурри»
- 2018 — «Плачешь в темноте»
- 2019 — «Она меня целует»
- 2020 — «Укради меня»
- 2021 — «Расскажи мне»
- 2021 — «Москва не верит слезам» (за участю Artik & Asti)

### Лауреати фестивалю «Пісні року»
- 1999 — «Крошка моя», «Прости»
- 2000 — «Алёшка», «Думала»
- 2001 — «Доброй, нежной, ласковой», «Маленькие девочки»
- 2002 — «Он тебя целует», «Уходи», «Омут»
- 2018 — «Плачешь в Темноте»
- 2019 — «Она меня целует»
- 2020 — «Расскажи мне»
- 2021 — «Москва не верит слезам» (за участю Artik & Asti)

## Дискографія

### Номерні альбоми
- 1997 — «Дышите равномерно»
- 1997 — «Дышите равномерно» (Повна версія + 4 нові пісні)
- 1998 — «Руки Вверх, доктор Шлягер!»
- 1998 — «Сделай погромче!»
- 1998 — «Сделай ещё громче!» + 4 нові пісні (Неофіційний альбом)
- 1999 — «Без тормозов»
- 1999 — «Совсем без тормозов» (Неофіційний альбом)
- 1999 — «Crazy» (Неофіційний альбом)
- 2000 — «Здравствуй, это я» + Bonus «Hands up mix»! (Неофіційний альбом)
- 2001 — «Не бойся, я с тобой!»
- 2001 — «Маленькие девочки»
- 2001 — «Огонь» (Неофіційний альбом)
- 2002 — «Конец попсе, танцуют все»
- 2003 — «Мне с тобою хорошо»
- 2004 — «А девочкам так холодно…»
- 2005 — «Fuc*in' Rock'n'Roll»
- 2005 — «Natasha» (Made for Germany)
- 2012 — «Открой мне дверь!»
- 2020 — «Когда мы были молодыми»

### Збірки
- 1999 — «Ваши любимые песни» (Ultra double CD-box)
- 2000 — «Звёздная коллекция. Часть первая»
- 2003 — «10 лет! Лучшие песни 1994—1999»
- 2004 — «10 лет! Лучшие песни 2000—2004»
- 2004 — «10 лет! Лучшие песни 1994—2004» (2 CD Box)
- 2004 — «Руки вверх! MP3 Часть 1» — Jam collection
- 2004 — «Руки вверх! MP3 Часть 2» — Jam collection
- 2004 — «Позови меня, не гони меня…» (Избранные песни)
- 2006 — «Золотой альбом»
- 2007 — «Руки вверх! MP3 Часть первая» — Монолит
- 2007 — «Руки вверх! MP3 Часть вторая» — Монолит
- 2009 — «Лучшие песни. Часть I»
- 2009 — «Лучшие песни. Часть II»
- 2013 — «The Best»
- 2013 — «Медляки»
- 2018 — «The Best»

### Сингли
- 1996 — «Love story» (Promo Single) — Limited edition
- 2005 — «Natasha» (Maxi Single) — Made for Germany
- 2005 — «Natasha» (Vinyl Single) — Made for Germany
- 2012 — «Я тебя люблю» (Новорічний club mix)
- 2013 — «Крылья» (спільно з Bahh Tee)
- 2014 — «Что же ты наделала»
- 2015 — «Королева красоты»
- 2016 — «Когда мы были молодыми»
- 2016 — «Когда мы были молодыми» (Astro remix)
- 2017 — «Забери ключи»
- 2017 — «Плачешь в темноте»
- 2017 — «С Новым годом!» (Молодыми)
- 2018 — «Танцы»
- 2018 — «К чёрту эту гордость…»
- 2018 — «Слэмятся пацаны» (спільно з Little Big)
- 2019 — «Она меня целует»
- 2019 — «Мне с тобою хорошо» (спільно з Піджаковим)
- 2019 — «Я больной тобой»
- 2019 — «Полечу за тобою» (спільно з Artik & Asti)
- 2020 — «Укради меня»
- 2020 — «Расскажи мне…»
- 2020 — «Расскажи мне…» (Alex Curly remix)
- 2020 — «Крошка моя» (спільно з Dava)
- 2020 — «Ай-яй-яй 2020» (спільно з Dj Цветкоff)
- 2020 — «Москва не верит слезам» (спільно з Artik & Asti)
- 2021 — «#Танецпоп»
- 2021 — «Ради танцпола» (спільно з Gayazovs Brothers)
- 2021 — «Ай-яй-яй» (спільно з Vavan'ом)
- 2021 — «Нокаут» (спільно з Клава Кока)
- 2021 — «Deep House»

### DVDіVHS
- 1999 — «Без тормозов» — Презентация альбома «Без тормозов» (VHS)
- 2000 / 2007 — «Дышите равномерно» — Перший відеозапис концертного виступу гурту (VHS/DVD)
- 2007 — «Сделай погромче!» (Фільм-концерт + відеокліпи) — Відеозапис презентації альбому «Сделай погромче» (DVD)
- 2012 — «Руки вверх! 15 лет. Юбилейный концерт» (DVD)
- 2012 — «Руки вверх! 3 часа драйва» (DVD)
- 2012 — «Открой мне дверь!» — Відеоверсія концерту, який присвячений виходу нового альбому «Открой мне дверь!» (DVD + MP3)

## Відеокліпи
- 1997 — Малыш (Перша версія)
- 1997 — Малыш (Друга версія)
- 1997 — Студент
- 1998 — Лишь о тебе мечтая
- 1998 — Крошка моя
- 1999 — Назови его как меня (Сынишка)
- 1999 — Без любви
- 2000 — Алёшка (Перша версія)[6]
- 2000 — Алёшка (Друга версія)
- 2000 — Так тебе и надо
- 2000 — Ай-яй-яй
- 2001 — 18 мне уже
- 2002 — Уходи
- 2002 — Он тебя целует
- 2002 — Территория (сольний кліп Сергія Жукова)
- 2003 — Омут (сольний концертний кліп Сергія Жукова)
- 2003 — Детская
- 2003 — Мне с тобою хорошо
- 2003 — Танцуй
- 2004 — Эй, парни! (Soundtrack до фільму «Даже не думай»)
- 2005 — Отель
- 2005 — Наташа
- 2006 — Капают слёзы (сольний кліп Сергія Жукова)
- 2007 — Девочка не спит (сольний кліп Сергія Жукова)
- 2007 — Я не люблю (Сергій Жуков feat. Истерика)
- 2011 — Мой друг (Live) (feat. Ігор Акінфєєв)
- 2012 — Скажи зачем (feat. USB)
- 2012 — Я тебя люблю (Новорічний Club mix)
- 2013 — Девочка из прошлого (feat. St1m)
- 2013 — Крылья (feat. Bahh Tee)
- 2014 — Ты моё море (Сергій Жуков feat. Михайло Жуков)
- 2014 — Что же ты наделала
- 2015 — Королева красоты (feat. Боня і Кузьмич)
- 2016 — Когда мы были молодыми
- 2017 — Забери ключи
- 2017 — Конфета (сольний кліп Сергія Жукова)
- 2017 — Плачешь в темноте
- 2018 — Танцы
- 2018 — К черту эту гордость
- 2018 — Слэмятся пацаны (feat. Little Big)
- 2019 — Наши дети (Сергій Жуков feat. Стас Михайлов)
- 2019 — Она меня целует
- 2019 — Я больной тобой
- 2020 — Расскажи мне
- 2020 — Москва не верит слезам (feat. Artik & Asti)
- 2021 — #ТанецПОП
- 2021 — Ради танцпола (feat. Gayazovs Brothers)
- 2021 — Deep House